# Lecanthus peduncularis
Lecanthus peduncularis är en nässelväxtart som först beskrevs av Nathaniel Wallich och John Forbes Royle, och fick sitt nu gällande namn av Hugh Algernon Weddell. Lecanthus peduncularis ingår i släktet Lecanthus och familjen nässelväxter. Utöver nominatformen finns också underarten L. p. garhwalensis.